# سيسيو (إزار)
سيسيو هي بلدية في إزار في جنوب شرق فرنسا.